# Melaleuca armillaris
Melaleuca armillaris ist eine in Australien heimische Pflanzenart aus der Familie der Myrtengewächse (Myrtaceae).

## Merkmale
Melaleuca armillaris ist ein Strauch und erreicht Wuchshöhen von bis zu 5 m. Die Borke ist hart und korkartig. Die Blätter stehen wechselständig, sind linealisch, 12–25 mm lang und etwa 1 mm breit. Die Spitze ist zurückgebogen, spitz, kahl. Der Blattstiel ist 1–2 mm lang.
Die Blütenstände sind vielblütige, dichte Ähren von 3–7 cm Länge. Sie stehen tief an den Zweigen. Die Blütenstandsachse ist kahl bis wollig. Die Blüten stehen einzeln in den Achseln von Hochblättern. Sie sind weiß, selten rosa. Die Kronblätter sind oval und 2–3 mm lang.
Die Frucht ist kurz zylindrisch und hat einen Durchmesser von 3–5 mm. Die Öffnung ist 2–4 mm groß. Die Kelchblätter verbleiben an der Frucht.

## Verbreitung und Standorte
Melaleuca armillaris ist in Australien heimisch und kommt in den Bundesstaaten New South Wales, Victoria und Tasmanien vor. Sie ist verbreitet in Heide-Gesellschaften, oft in Küstennähe anzutreffen.

## Belege
1. 1 2 3 4  
Melaleuca armillaris auf New South Wales Flora online, abgerufen am 4. September 2012.